# Salvador Azuela
Salvador Azuela Rivera (Lagos de Moreno, Jalisco, 4 de septiembre de 1902 - Ciudad de México, 7 de septiembre de 1983) fue editor, humanista, jurisprudente y escritor mexicano. Fue director del Fondo de Cultura Económica de 1966 a 1970; y vocal ejecutivo del Instituto Nacional de Estudios Históricos de las Revoluciones de México (INEHRM) de 1953 a 1983. 
Por sus estudios y conocimientos destacó como humanista, jurista y como exponente de la cultura mexicana durante la etapa vasconcelista.

## Estudios y docencia
Realizó sus primeros estudios en su ciudad natal, los cuales continuó en la Escuela Nacional Preparatoria, en el Colegio de San Nicolás de Hidalgo, en la Escuela de Leyes de la Universidad Michoacana y en la Escuela de Jurisprudencia de la Universidad Nacional Autónoma de México (UNAM). Obtuvo la licenciatura en Derecho en 1931. Posteriormente, en 1950, obtuvo un doctorado por la misma casa de estudios.
En 1925 inició su carrera magisterial como catedrático del Colegio de San Nicolás de Hidalgo y de la Escuela Normal para Maestros de la Universidad de Michoacán. Ya en la Ciudad de México, se integró a la renombrada “Generación de 1929”. Más adelante, se dedicó a impartir las cátedras de Historia Universal, Derecho Constitucional e Historia de la Revolución mexicana en la Escuela de Iniciación Universitaria y en la Escuela Nacional Preparatoria, así como en las Facultades de Jurisprudencia, Comercio y Administración, y Filosofía y Letras. En la UNAM ocupó diversos puestos importantes, como: secretario general del Departamento de Acción Social; jefe del Departamento de Difusión Cultural, y director de la Facultad de Filosofía y Letras; fundó la revista Universidad y la antigua Orquesta Sinfónica de la UNAM.

## Académico, director del FCE y articulista
Cumplió cargos importantes en diversas reuniones internacionales: en 1947 asistió como delegado de la Secretaría de Educación Pública (SEP) al Congreso Educativo de la Unesco, y en 1950 como delegado de la UNAM al Primer Congreso Mundial de Universidades. En 1962 fue designado miembro de número de la Academia Mexicana de la Lengua. El doctor Azuela dirigió el Fondo de Cultura Económica de 1966 a 1970. Fue presidente del Seminario de Cultura Mexicana.
Bajo la dirección del doctor Azuela, el Fondo de Cultura Económica (FCE) continuó con las colecciones y proyectos existentes, sacando a la luz Antología Poética de Carlos Pellicer y Presencia de Alfonso Reyes: homenaje en el X aniversario de su muerte (1959-1969). En 1968 principió la colección Presencia de México, en la que se publicaron diecisiete volúmenes, el primero de los cuales fue Quetzalcóatl, de Miguel León-Portilla.
Durante su administración, el Banco de México, S.A., mediante un acuerdo de su Consejo de Administración de fecha 6 de diciembre de 1967, determinó ceder sus derechos de fideicomitente en el Fondo de Cultura Económica, a título gratuito y sin reserva alguna, a favor del gobierno federal, representado por la Secretaría de Hacienda y Crédito Público. A pesar de los esfuerzos del doctor Azuela por intensificar la presencia del FCE en México y en el extranjero, debido a factores de índole social, económico y político, sus logros se vieron reflejados más que nada en el saneamiento de la administración interna y de las filiales establecidas en Argentina, Chile y España.
Por otra parte, colaboró como articulista para El Universal, Novedades de México y La Prensa de San Antonio, Texas.
Fue vocal ejecutivo del Instituto Nacional de Estudios Históricos de las Revoluciones de México (INEHRM) de 1953 a 1983.

## Premios y distinciones
En 1948 el gobierno de Francia le otorgó las Palmas Académicas y en México recibió, entre otros premios: la insignia “Manuel López Cotilla”, la medalla “Eduardo Neri”, “El Botón de Oro” y el “Premio Jalisco”.

## Publicaciones
- El estado moderno y la libertad (1933)
- Francisco Giner de los Ríos (1936)
- La acción social de la Universidad (1936)
- Universidad y humanismo (1937)
- Juárez, torre de energía de México (1953)
- La idea liberal de José María Luis Mora (1963)
- Naturaleza de la elocuencia y cuatro semblanzas de oradores mexicanos (1965)
- Universidad provincial y capitalina (1977)
- La aventura vasconcelista, 1929 (1980)